# Старолютерани
Старолютерани — ортодоксальні лютерани, які відмовилися прийняти нав'язану пруською владою унію з кальвіністами в межах державної церкви. Старолютерани наполягали на важливості догматичних розбіжностей з кальвінізмом, а саме на трактуванні реальної присутності тіла і крові Христа під час таїнства євхаристії. З 1834 зазнав гонінь влади, що спричинило хвилі імміграції та підстави старолютеранських громад за межами Німеччини, у тому числі Лютеранську Церкву — Синод Міссурі.